# Franz Wickenhauser
Franz Wickenhauser, né en 1872 et décédé en 1940, est un compositeur allemand. Sous le pseudonyme de Franz Werther, il est l'auteur de plusieurs opérettes :
- Der Landsknecht. Munich, 1911.
- Die Musterweiber. Dresde, 1911.
- Die ungetreué Adelheid. Munich, 1920.
- Das verbotene Lied. Munich, 1916.
- Die wehrpflichtige Braut. Munich, 1914.

## Liens
- Notices d'autorité :   - VIAF
  - ISNI
  - LCCN
  - GND
  - Tchéquie
  - Lettonie
  - WorldCat
- Liste de compositeurs d'opérettes, d'opéras-comiques et de comédies musicales